# Serie A1 1999 (baseball)
La Serie A1 1999 del Campionato italiano di baseball è stata disputata da nove squadre ed ha avuto una stagione regolare di 41/45 partite (in seguito ad alcune partite non disputate) con 3 incontri settimanali, un'andata e un ritorno. Le prime 4 squadre della classifica dopo la stagione regolare si sono affrontate in due semifinale al meglio delle sette partite. Le due vincitrici si sono affrontate nella finali scudetto sempre al meglio delle sette partite, designando così la squadra campione d'Italia. Una retrocessione in Serie A2.

## Classifiche finali

### Stagione regolare
| Classifica             | PCT  |
| ---------------------- | ---- |
| Semenzato Rimini       | .854 |
| Papalini Grosseto      | .643 |
| Caffè Danesi Nettuno   | .619 |
| Cariparma Parma        | .548 |
| Italeri Bologna        | .548 |
| Auriga Caserta         | .477 |
| G.B. Ricambi Modena    | .405 |
| T. & A. San Marino     | .267 |
| Storcy Food Collecchio | .167 |

### Semifinali
| Classifica       | PG | PV | PP |
| ---------------- | -- | -- | -- |
| Semenzato Rimini | 7  | 4  | 3  |
| Cariparma Parma  | 7  | 3  | 4  |

| Classifica           | PG | PV | PP |
| -------------------- | -- | -- | -- |
| Caffè Danesi Nettuno | 6  | 4  | 2  |
| Papalini Grosseto    | 6  | 2  | 4  |

### Finali scudetto
| Classifica           | PG | PV | PP |
| -------------------- | -- | -- | -- |
| Semenzato Rimini     | 7  | 4  | 3  |
| Caffè Danesi Nettuno | 7  | 3  | 4  |